# Lassina Franck Traoré
Lassina Franck Traoré (Bobo-Dioulasso, 12 gennaio 2001) è un calciatore burkinabé, attaccante dello Šachtar e della nazionale burkinabé.

## Biografia
È il cugino di Bertrand Traoré e di Alain Traoré, anch'essi calciatori professionisti.

## Carriera

### Club

#### Ajax
Cresce nelle giovanili del Rahimo prima di passare, nel 2017, all'Ajax Cape Town, succursale africana dell'Ajax.
Nel gennaio 2019 si trasferisce definitivamente ai lancieri, che lo aggregano alla seconda squadra. Il 28 dello stesso mese esordisce, con una rete, nella partita persa contro il Volendam. Il 15 aprile realizza la sua prima doppietta in carriera contro il Go Ahead Eagles. Il 12 maggio, invece, debutta in Eredivisie nell'incontro vinto 4-1 contro l'Utrecht. Chiude i suoi primi sei mesi da professionista con 8 reti in 15 partite totali.
Nella stagione 2019-2020 si alterna tra seconda e prima squadra. Il 21 ottobre, contro lo Jong Utrecht, sigla la sua prima tripletta mentre, il 22 dicembre seguente, alla sua prima partita da titolare, segna il suo primo gol in Eredivisie nell'ampia vittoria contro l'ADO Den Haag (6-1). Il 22 gennaio 2020, nella gara di Coppa d’Olanda contro lo Spakenburg, contribuisce al 7-0 finale con una doppietta, la prima con l'Ajax. Termina l'annata con 17 reti in 29 incontri giocati.
Per il periodo 2020-2021 viene definitivamente promosso in prima squadra dall'allenatore Erik ten Hag. Il 24 ottobre, mette a segno 5 gol e 3 assist nella partita di campionato vinta in casa del VVV-Venlo per 13-0. Tre giorni dopo, segna la prima rete in UEFA Champions League ai danni dell'Atalanta (2-2). Nonostante il buon avvio, nel corso della stagione viene retrocesso a riserva di Dušan Tadić; saranno 8 le reti segnate in un totale di 18 presenze.

#### Šachtar
Il 18 giugno 2021 viene ceduto allo Šachtar per 8 milioni di euro. Il 25 luglio seguente realizza la sua prima rete con gli ucraini nella prima giornata di campionato vinta 2-1 contro l'Inhulec'. Il 22 settembre contribuisce con una doppietta alla vittoria della Supercoppa ucraina contro la Dinamo Kiev (3-0).

### Nazionale
Il 4 maggio 2017 ha esordito, con la nazionale burkinabé, in occasione dell'amichevole pareggiata 1-1 contro il Benin in cui si è reso autore della rete per la sua squadra. Il 21 maggio, sempre in amichevole contro il Benin, ha realizzato una doppietta per il 2-2 finale.

## Statistiche

### Presenze e reti nei club
Statistiche aggiornate al 14 settembre 2022.
| Stagione         | Squadra          | Campionato       | Campionato | Campionato | Coppe nazionali | Coppe nazionali | Coppe nazionali | Coppe continentali | Coppe continentali | Coppe continentali | Altre coppe | Altre coppe | Altre coppe | Totale | Totale |
| Stagione         | Squadra          | Comp             | Pres       | Reti       | Comp            | Pres            | Reti            | Comp               | Pres               | Reti               | Comp        | Pres        | Reti        | Pres   | Reti   |
| ---------------- | ---------------- | ---------------- | ---------- | ---------- | --------------- | --------------- | --------------- | ------------------ | ------------------ | ------------------ | ----------- | ----------- | ----------- | ------ | ------ |
| gen.-mag. 2019   | Jong Ajax        | EE               | 14         | 8          | -               | -               | -               | -                  | -                  | -                  | -           | -           | -           | 14     | 8      |
| 2019-2020        | Jong Ajax        | EE               | 17         | 13         | -               | -               | -               | -                  | -                  | -                  | -           | -           | -           | 17     | 13     |
| Totale Jong Ajax | Totale Jong Ajax | Totale Jong Ajax | 31         | 21         |                 | -               | -               |                    | -                  | -                  |             | -           | -           | 31     | 21     |
| mag. 2019        | Ajax             | ED               | 1          | 0          | CO              | 0               | 0               | UCL                | 0                  | 0                  | -           | -           | -           | 1      | 0      |
| 2019-2020        | Ajax             | ED               | 9          | 2          | CO              | 2               | 2               | UCL+UEL            | 0+1                | 0                  | -           | -           | -           | 12     | 4      |
| 2020-2021        | Ajax             | ED               | 12         | 7          | CO              | 0               | 0               | UCL+UEL            | 5+1                | 1+0                | -           | -           | -           | 18     | 8      |
| Totale Ajax      | Totale Ajax      | Totale Ajax      | 22         | 9          |                 | 2               | 2               |                    | 7                  | 1                  |             | -           | -           | 31     | 12     |
| 2021-2022        | Šachtar          | PL               | 7          | 6          | KU              | 0               | 0               | UCL                | 6                  | 1                  | SU          | 1           | 2           | 14     | 9      |
| 2022-2023        | Šachtar          | PL               | 21         | 5          | -               | -               | -               | UCL+UEL            | 6+4                | 1+0                | -           | -           | -           | 31     | 6      |
| 2023-2024        | Šachtar          | PL               | 16         | 4          | KU              | 2               | 0               | UCL+UEL            | 0+2                | 0                  |             | -           | -           | 20     | 4      |
| Totale Šachtar   | Totale Šachtar   | Totale Šachtar   | 44         | 15         |                 | 2               | 0               |                    | 18                 | 2                  |             | 1           | 2           | 65     | 19     |
| Totale carriera  | Totale carriera  | Totale carriera  | 97         | 45         |                 | 4               | 2               |                    | 25                 | 3                  |             | 1           | 2           | 127    | 52     |

### Cronologia presenze e reti in nazionale
| Cronologia completa delle presenze e delle reti in nazionale ― Burkina Faso | Cronologia completa delle presenze e delle reti in nazionale ― Burkina Faso | Cronologia completa delle presenze e delle reti in nazionale ― Burkina Faso | Cronologia completa delle presenze e delle reti in nazionale ― Burkina Faso | Cronologia completa delle presenze e delle reti in nazionale ― Burkina Faso | Cronologia completa delle presenze e delle reti in nazionale ― Burkina Faso | Cronologia completa delle presenze e delle reti in nazionale ― Burkina Faso | Cronologia completa delle presenze e delle reti in nazionale ― Burkina Faso |
| Data                                                                        | Città                                                                       | In casa                                                                     | Risultato                                                                   | Ospiti                                                                      | Competizione                                                                | Reti                                                                        | Note                                                                        |
| --------------------------------------------------------------------------- | --------------------------------------------------------------------------- | --------------------------------------------------------------------------- | --------------------------------------------------------------------------- | --------------------------------------------------------------------------- | --------------------------------------------------------------------------- | --------------------------------------------------------------------------- | --------------------------------------------------------------------------- |
| 4-5-2017                                                                    | Ouagadougou                                                                 | Burkina Faso                                                                | 1 – 1                                                                       | Benin                                                                       | Amichevole                                                                  | 1                                                                           |                                                                             |
| 21-5-2017                                                                   | Porto-Novo                                                                  | Benin                                                                       | 2 – 2                                                                       | Burkina Faso                                                                | Amichevole                                                                  | 2                                                                           |                                                                             |
| 12-8-2017                                                                   | Ouagadougou                                                                 | Burkina Faso                                                                | 2 – 2                                                                       | Ghana                                                                       | Qual. CHAN 2018                                                             | -                                                                           |                                                                             |
| 20-8-2017                                                                   | Kumasi                                                                      | Ghana                                                                       | 1 – 2                                                                       | Burkina Faso                                                                | Qual. CHAN 2018                                                             | -                                                                           |                                                                             |
| 9-6-2019                                                                    | Marbella                                                                    | RD del Congo                                                                | 0 – 0                                                                       | Burkina Faso                                                                | Amichevole                                                                  | -                                                                           | 46’                                                                         |
| 4-9-2019                                                                    | Ouagadougou                                                                 | Burkina Faso                                                                | 1 – 0                                                                       | Libia                                                                       | Amichevole                                                                  | -                                                                           | 46’                                                                         |
| 10-10-2019                                                                  | Saint-Leu-la-Forêt                                                          | Gabon                                                                       | 1 – 0                                                                       | Burkina Faso                                                                | Amichevole                                                                  | -                                                                           | 88’                                                                         |
| 13-11-2019                                                                  | Ouagadougou                                                                 | Burkina Faso                                                                | 0 – 0                                                                       | Uganda                                                                      | Qual. Coppa d'Africa 2021                                                   | -                                                                           | 65’                                                                         |
| 9-10-2020                                                                   | El Jadida                                                                   | Burkina Faso                                                                | 3 – 0                                                                       | RD del Congo                                                                | Amichevole                                                                  | -                                                                           | 71’                                                                         |
| 12-10-2020                                                                  | El Jadida                                                                   | Madagascar                                                                  | 1 – 2                                                                       | Burkina Faso                                                                | Amichevole                                                                  | -                                                                           | 65’                                                                         |
| 12-11-2020                                                                  | Ouagadougou                                                                 | Burkina Faso                                                                | 3 – 1                                                                       | Malawi                                                                      | Qual. Coppa d'Africa 2021                                                   | 2                                                                           | 78’                                                                         |
| 16-11-2020                                                                  | Blantyre                                                                    | Malawi                                                                      | 0 – 0                                                                       | Burkina Faso                                                                | Qual. Coppa d'Africa 2021                                                   | -                                                                           | 68’                                                                         |
| 24-3-2021                                                                   | Kampala                                                                     | Uganda                                                                      | 0 – 0                                                                       | Burkina Faso                                                                | Qual. Coppa d'Africa 2021                                                   | -                                                                           |                                                                             |
| 29-3-2021                                                                   | Ouagadougou                                                                 | Burkina Faso                                                                | 1 – 0                                                                       | Sudan del Sud                                                               | Qual. Coppa d'Africa 2021                                                   | -                                                                           | 70’                                                                         |
| 5-6-2021                                                                    | Abidjan                                                                     | Costa d'Avorio                                                              | 2 – 1                                                                       | Burkina Faso                                                                | Amichevole                                                                  | 1                                                                           |                                                                             |
| 2-9-2021                                                                    | Marrakech                                                                   | Niger                                                                       | 0 – 2                                                                       | Burkina Faso                                                                | Qual. Mondiali 2022                                                         | 1                                                                           | 79’                                                                         |
| 7-9-2021                                                                    | Marrakech                                                                   | Burkina Faso                                                                | 1 – 1                                                                       | Algeria                                                                     | Qual. Mondiali 2022                                                         | -                                                                           | 81’                                                                         |
| 24-3-2023                                                                   | Marrakech                                                                   | Burkina Faso                                                                | 1 – 0                                                                       | Togo                                                                        | Qual. Coppa d'Africa 2023                                                   | -                                                                           | 57’                                                                         |
| 22-3-2024                                                                   | Casablanca                                                                  | Burkina Faso                                                                | 1 – 2                                                                       | Libia                                                                       | Amichevole                                                                  | -                                                                           | Cap.                                                                        |
| 26-3-2024                                                                   | Berrechid                                                                   | Niger                                                                       | 1 – 1                                                                       | Burkina Faso                                                                | Amichevole                                                                  | -                                                                           |                                                                             |
| 6-6-2024                                                                    | Il Cairo                                                                    | Egitto                                                                      | 2 – 1                                                                       | Burkina Faso                                                                | Qual. Mondiali 2026                                                         | 1                                                                           | 84’                                                                         |
| 10-6-2024                                                                   | Bamako                                                                      | Burkina Faso                                                                | 2 – 2                                                                       | Sierra Leone                                                                | Qual. Mondiali 2026                                                         | 1                                                                           | 69’                                                                         |
| 6-9-2024                                                                    | Diamniadio                                                                  | Senegal                                                                     | 1 – 1                                                                       | Burkina Faso                                                                | Qual. Coppa d'Africa 2025                                                   | -                                                                           | 69’                                                                         |
| 10-9-2024                                                                   | Bamako                                                                      | Burkina Faso                                                                | 3 – 1                                                                       | Malawi                                                                      | Qual. Coppa d'Africa 2025                                                   | 2                                                                           |                                                                             |
| 10-10-2024                                                                  | Abidjan                                                                     | Burkina Faso                                                                | 4 – 1                                                                       | Burundi                                                                     | Qual. Coppa d'Africa 2025                                                   | -                                                                           | 77’                                                                         |
| 13-10-2024                                                                  | Abidjan                                                                     | Burundi                                                                     | 0 – 2                                                                       | Burkina Faso                                                                | Qual. Coppa d'Africa 2025                                                   | -                                                                           | 64’                                                                         |
| 14-11-2024                                                                  | Bamako                                                                      | Burkina Faso                                                                | 0 – 1                                                                       | Senegal                                                                     | Qual. Coppa d'Africa 2025                                                   | -                                                                           |                                                                             |
| 18-11-2024                                                                  | Lilongwe                                                                    | Malawi                                                                      | 3 – 0                                                                       | Burkina Faso                                                                | Qual. Coppa d'Africa 2025                                                   | -                                                                           |                                                                             |
| 21-3-2025                                                                   | El Jadida                                                                   | Burkina Faso                                                                | 4 – 1                                                                       | Gibuti                                                                      | Qual. Mondiali 2026                                                         | 1                                                                           | 78’                                                                         |
| 24-3-2025                                                                   | Bissau                                                                      | Guinea-Bissau                                                               | 1 – 2                                                                       | Burkina Faso                                                                | Qual. Mondiali 2026                                                         | 2                                                                           | 79’                                                                         |
| Totale                                                                      |                                                                             | Presenze                                                                    | 30                                                                          |                                                                             | Reti                                                                        | 14                                                                          |                                                                             |

## Palmarès

### Club

#### Competizioni nazionali
- Campionato olandese: 2

Ajax: 2018-2019, 2020-2021
- Coppa dei Paesi Bassi: 2

Ajax: 2018-2019, 2020-2021
- Supercoppa dei Paesi Bassi: 1

Ajax: 2019
- Supercoppa d'Ucraina: 1

Šachtar: 2021
- Campionato ucraino: 2

Šachtar: 2022-2023, 2023-2024
- Coppa d'Ucraina: 2

Šachtar: 2023-2024, 2024-2025